# Strofa trzynastowersowa
Strofa trzynastowersowa – forma złożona z trzynastu wersów połączonych różnymi układami rymów. W poezji europejskiej występuje rzadko. Czeski poeta Vladimír Holan strofą trzynastowersową napisał poemat epicki První testament.
Francesco Petrarca użył strofy trzynastowersowej w utworze Se 'l pensier che mi strugge:
Se ’l pensier che mi strugge,
com’è pungente et saldo,
cosí vestisse d’un color conforme,
forse tal m’arde et fugge,
ch’avria parte del caldo,
et desteriasi Amor là dov’or dorme;
men solitarie l’orme
fôran de’ miei pie’ lassi
per campagne et per colli,
men gli occhi ad ognor molli,
ardendo lei che come un ghiaccio stassi,
et non lascia in me dramma
che non sia foco et fiamma.
Strofy trzynastowersowej użył też Giacomo Leopardi.
Di gloria il viso e la gioconda voce,
garzon bennato, apprendi,
e quanto al femminile ozio sovrasti
la sudata virtude. Attendi, attendi,
magnanimo campion (s’alla veloce
piena degli anni il tuo valor contrasti
la spoglia di tuo nome), attendi e il core
movi ad alto desio. Te l’echeggiante
arena e il circo, e te fremendo appella
ai fatti illustri il popolar favore;
te rigoglioso dell’etá novella,
oggi la patria cara
gli antichi esempi a rinnovar prepara.
(A un vincitore nel pallone)
Strofę trzynastowersową zastosował w swojej ballacie zaczynającej się od słów Fresca rosa novella trzynastowieczny liryk Guido Cavalcanti.
Lo vostro presio fino
in gio’ si rinovelli
da grandi e da zitelli
per ciascuno camino;
e cantin[n]e gli auselli
ciascuno in suo latino
da sera e da matino
su li verdi arbuscelli.
Tutto lo mondo canti,
po’ che lo tempo vène,
sì come si convene,
vostr’altezza presiata:
ché siete angelicata – crïatura.
Trzynastowersowe są strofy wprowadzenia do eposu Agnes Bulmer Królestwo Mesjasza.